# ПМН
ПМН — противопехотная мина.

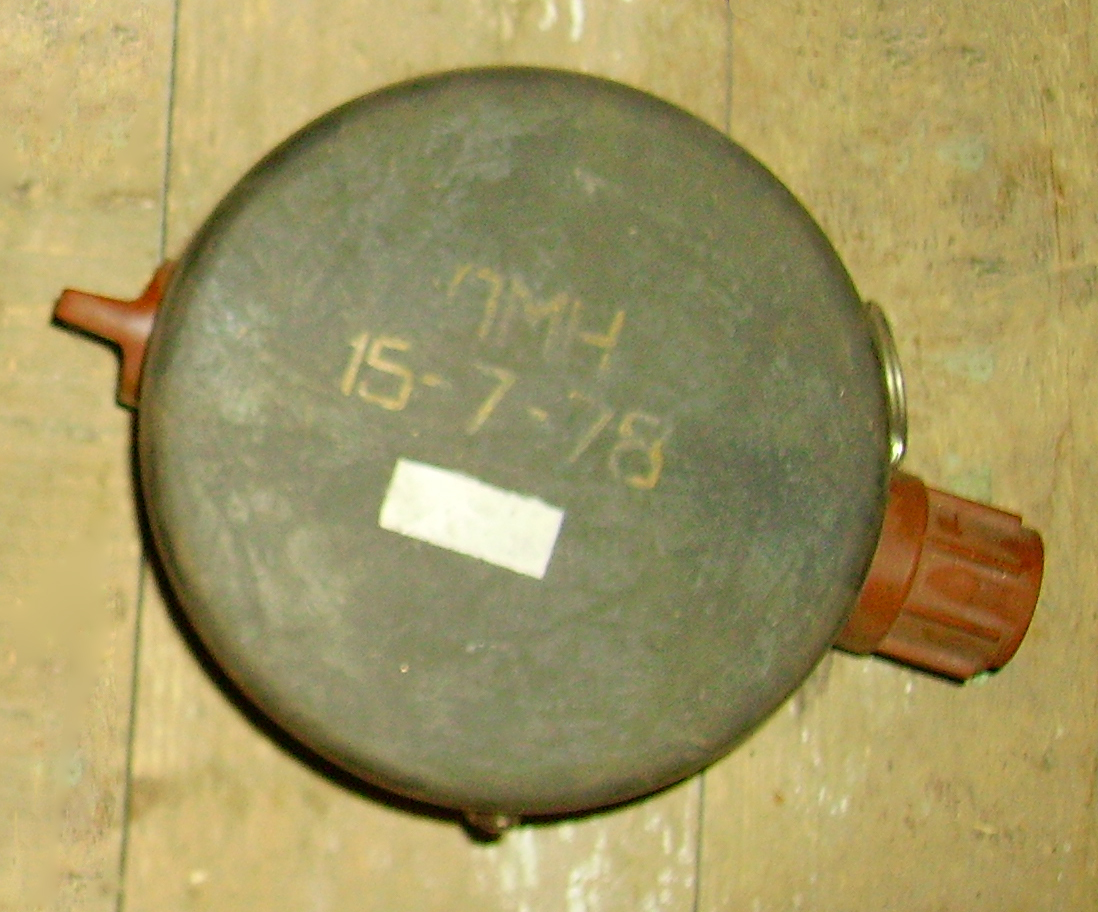
Противопехотная мина ПМН-1 производства 1978 года

Была разработана в СССР. Принята на вооружение советской армии в 1950 году. В настоящее время[когда?] до сих пор состоит на вооружении армии РФ и многих стран СНГ.
Поражение человеку при взрыве мины наносится за счёт разрушения нижней части ноги. Взрыв производится в момент наступания ногой на нажимную крышку мины.
Данная мина, кроме СССР, производилась во множестве стран мира, включая Венгрию (под индексом GYATA-64).
Экспортировалась в различные страны мира и широко применялась в вооружённых конфликтах. За причиняемые человеку при взрыве тяжёлые ранения, практически не оставляющие ему шансов остаться в живых, на Западе получила название «Чёрная вдова». С 1963 года производилась в Китае под индексом «мина типа 58».

## Конструктивные особенности
Корпус мины пластмассовый, имеет внутри два канала: вертикальный и горизонтальный. Заряд ВВ — специальная тротиловая шашка, закрепленная в корпусе на лаке.
Нажимное устройство (крышка) мины состоит из резинового колпака и пластмассового щитка. Резиновый колпак надет на корпус и закреплен на нём металлической лентой.
Спусковой механизм смонтирован в вертикальном канале корпуса и состоит из пластмассового штока, пружины и разрезного кольца. В штоке имеется окно с боевым выступом. В окно проходит ударник при срабатывании мины. Боевой выступ удерживает ударник на боевом взводе после перерезания металлоэлемента. В собранной мине шток поджат пружиной вверх к разрезному кольцу.
Ударный механизм размещен в горизонтальном канале корпуса. Он собран в отдельный узел и имеет временной предохранитель. Ударный механизм состоит из втулки, ударника с резаком в виде петли из стальной струны, закрепленной с помощью вкладыша, боевой пружины, металлоэлемента № 2, предохранительной чеки с кольцом, колпачка с резиновой прокладкой, герметизирующих место соединения ударного механизма с корпусом мины. В минах ПМН, изготовленных до 1965 г., резак имеет другую конструкцию. Он выполнен в виде отрезка стальной струны, закрепленного в металлической рамке на конце штока ударника.
В собранном ударном механизме боевая пружина сжата, шток ударника проходит через втулку и удерживается в ней предохранительной чекой. Металлоэлемент № 2 помещается в пазу втулки в петле резака.
Запал МД-9 размещается в горизонтальном канале корпуса со стороны, противоположной ударному механизму. Запал состоит из пластмассовой гильзы, тетриловой шашки массой 6,5 г и капсюля-детонатора накольного действия М-1, закрепленного в гнезде шашки на лаке. Тетриловая шашка выполняет роль передаточного заряда. Запал МД-9 закрепляется в мине пробкой с резиновой прокладкой.
После выдергивания предохранительной чеки срабатывает временной предохранитель — перерезается металлоэлемент № 2. Мина переходит в боевое положение — ударник упирается в боевой выступ штока. При нажатии на мину крышка и шток опускаются, боевой выступ штока выходит из зацепления с ударником. Ударник освобождается, под действием боевой пружины проходит через окно в штоке и накалывает капсюль-детонатор М-1, который взрывается и вызывает взрыв тетриловой шашки и заряда ВВ мины.

## Тактико-технические характеристики
- Корпус: пластмасса.
- Масса: 550 г.
- Масса взрывчатого вещества (тротил): 200 г.
- Диаметр: 11 см.
- Высота: 5,3 см.
- Диаметр датчика цели: 10 см.
- Чувствительность: 8—25 кг.
- Температурный диапазон применения: −40…+50 °C.

## Существующие модификации

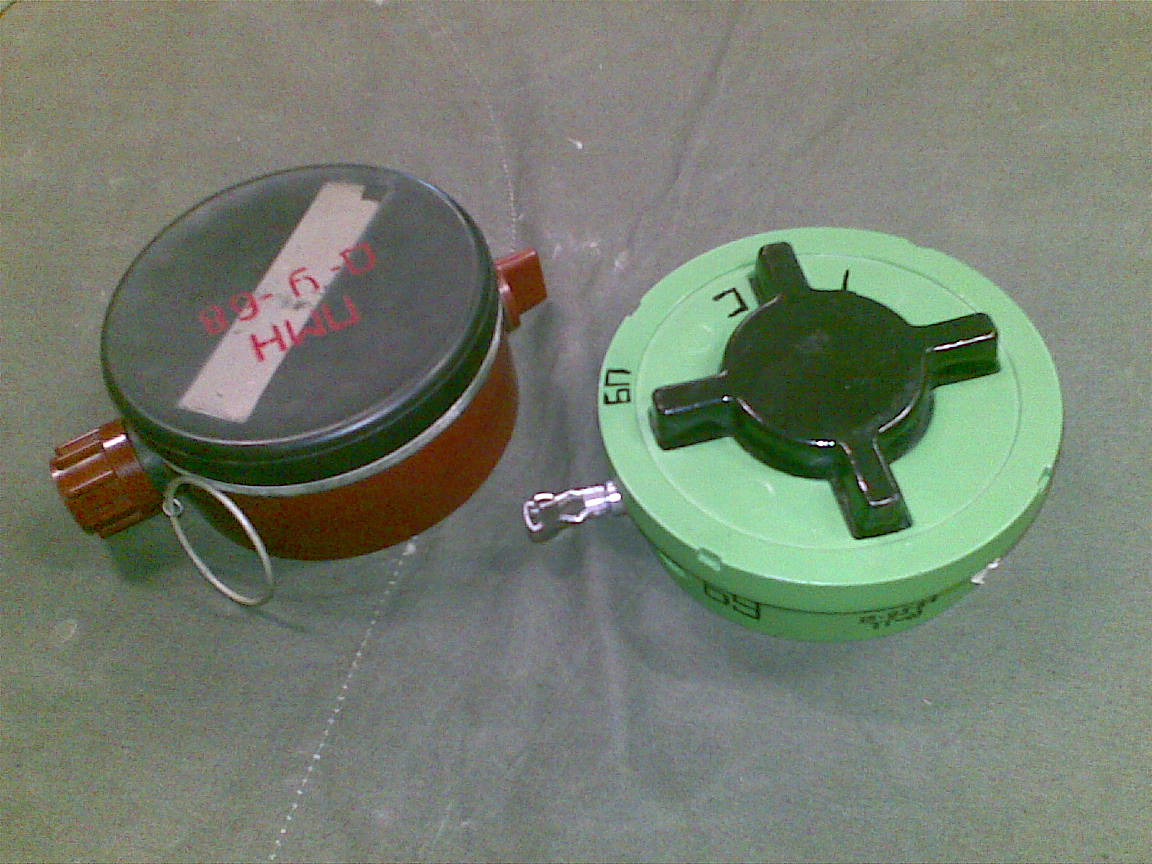
ПМН-1 (слева) и ПМН-2

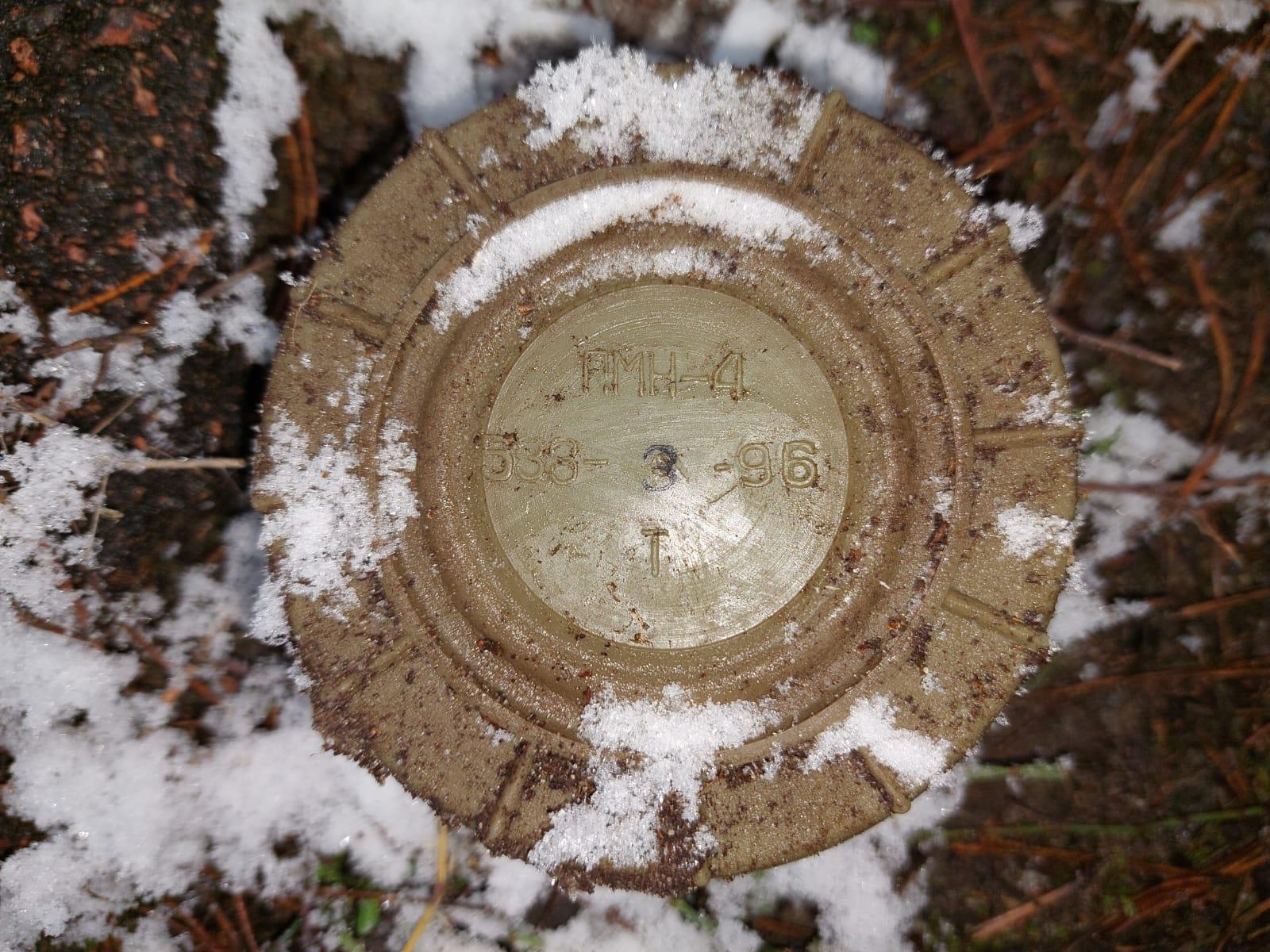
ПМН-4

- ПМН-2 — отличия от ПМН-1: в два раза меньше взрывчатого вещества — 100 г. Взрывчатое вещество ТГ-40 (смесь тротила с гексогеном). Время приведения в боевое положение от 2 до 10 минут, вне зависимости от температурных условий. Усилие срабатывания 15—25 кг.
- ПМН-3 — отличия от ПМН-2: взрывчатое вещество — тротил, электронный взрыватель с периодом самоликвидации от 0,5 до 8 суток, возможность использования в качестве мины-ловушки, объектной мины таймерного типа. Внешне — полная идентичность с ПМН-2.
- ПМН-4 — отличия от ПМН-3: мина меньше по диаметру, (9,5 см) по высоте (4,2 см), по массе разрывного заряда (всего 50 г ТГ-40). Механизм дальнего взведения гидравлический. Время приведения в боевое положение от 1 до 40 минут в зависимости от температуры окружающего воздуха.

Существует также «обратная» мина — срабатывающая при снятии нагрузки с мины, под названием МС-3 (мина-сюрприз), разработанная на основе мины ПМН. Визуально отличается от ПМН формой резиновой крышки (с выступом посередине).

## Применение

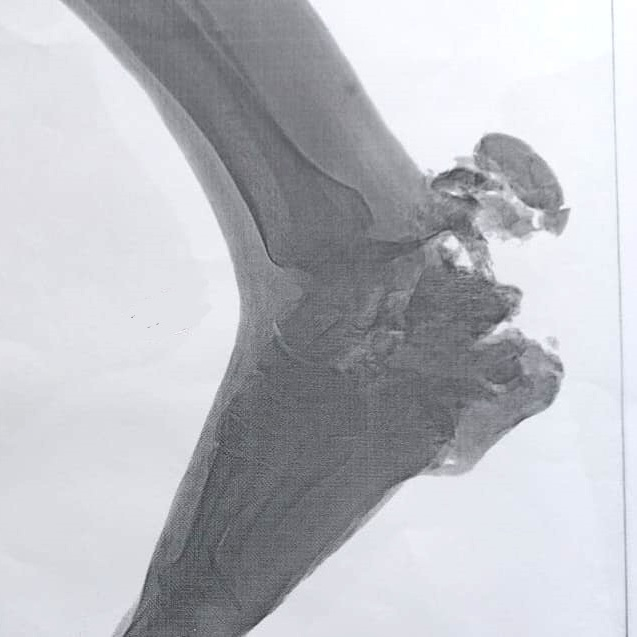

Приведение в боевое положение противопехотной мины производится выдёргиванием предохранительной чеки.